# Python (animal)
Python es un género de serpientes de la familia Pythonidae.

## Características
Son serpientes de gran talla, algunas de hasta más de 9 metros de longitud. Son serpientes constrictoras que, como su nombre indica, matan con fuerza bruta. su comida: pequeños mamíferos, pájaros, lagartos

## Distribución
Este género comprende serpientes del Sudeste Asiático, la Wallacea y África subsahariana. Son serpientes de grandes territorios.

## Lista de especies
Se reconocen las 10 especies siguientes:
- Python anchietae Bocage, 1887
- Python bivittatus Kuhl, 1820
- Python breitensteini Steindachner, 1881
- Python brongersmai Stull, 1938
- Python curtus (Schlegel, 1872)
- Python kyaiktiyo Zug, Gotte & Jacobs, 2011
- Python molurus (Linnaeus, 1758)
- Python sebae Smith, 1840
- Python regius (Shaw, 1802)
- Python sebae (Gmelin, 1788)